# Diopatra albimandibulata
Diopatra albimandibulata är en ringmaskart som beskrevs av Paxton 1993. Diopatra albimandibulata ingår i släktet Diopatra och familjen Onuphidae. Inga underarter finns listade i Catalogue of Life.